# Siemianice (Łęka Opatowska)
Siemianice (deutsch Siemianice, 1939–1945 Schemmingen) ist eine Ortschaft mit einem Schulzenamt der Landgemeinde Łęka Opatowska im Powiat Kępiński der Woiwodschaft Großpolen in Polen.

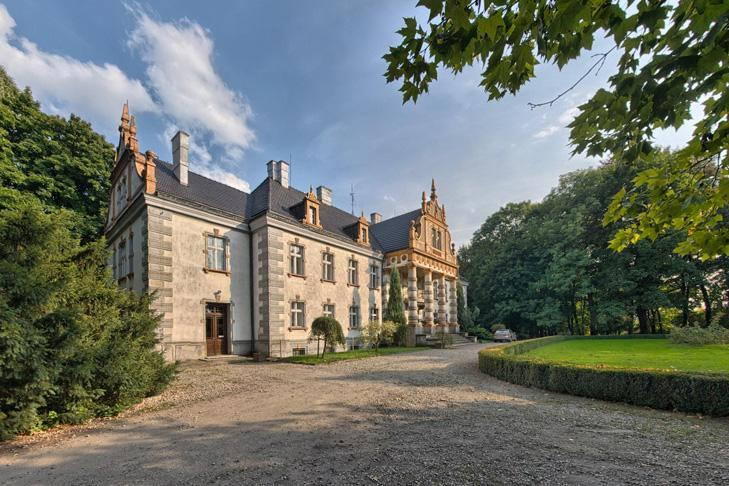
Schloss Siemianice

## Geschichte
Anfänglich gehörte das Gebiet um Ostrzeszów und Kępno politisch zu Schlesien, wurde aber am wahrscheinlichsten um das Jahr 1146 zum Teil Großpolens. Aus dieser Zeit rührte die bis 1821 bestehende Zugehörigkeit zum Bistum Breslau.
Der Ort wurde dann um 1305 im Liber fundationis episcopatus Vratislaviensis (Zehntregister des Bistums Breslau) als Semianowitz erstmals urkundlich erwähnt.
Der Ortsname, ursprünglich Siemianowice, ist vom Personennamen Siemian (Form von Siemirad oder möglicherweise biblisch Symeon) mit dem patronymischen Suffix -ice abgeleitet.
1401 wurde das Gebiet von Ostrzeszów vom polnischen König dauerhaft an das Weluner Land angeschlossen. Ungefähr ab dem Jahr 1420 gehörte es der Woiwodschaft Sieradz. In der Zeit der Reformation war die Kirche in calvinistischen Händen.
Im Zuge der zweiten polnischen Teilung kam der Ort 1793 an Preußen. Nach dem Ende des Ersten Weltkriegs kam Siemianice zu Polen, Woiwodschaft Posen. Beim Überfall auf Polen 1939 wurde das Gebiet von den Deutschen besetzt und dem Landkreis Kempen im Reichsgau Wartheland zugeordnet.
Von 1975 bis 1998 gehörte Siemianice zur Woiwodschaft Kalisz.